# TumiX
Tumix es un distribución GNU/Linux del tipo LiveCD, desarrollada en Perú por iniciativa del grupo de usuarios de software libre
Somos Libres.
La palabra TumiX viene del nombre de una de las obras más impresionantes de orfebrería peruana creada en la región de Lambayeque llamada Tumi.

## Orientación
TumiX es una distribución orientado a la educación en sus diferentes niveles (colegios y universidades), nace para fomentar el uso y desarrollo del software libre en el Perú, para promover la investigación, innovación y desarrollo usando como principal herramienta a GNU/Linux. Fue inicialmente creada por el Prof. Daniel Alejandro Yucra Sotomayor y está trabajando una versión en Quechua (Runasimi).

## Características
Dentro de las principales características de TumiX esta en que se basa de las distribuciones Linux Slackware Linux y SLAX (también basada en Slackware), y utiliza como entorno de escritorio al KDE (incluye Gnome, Blackbox y otros), además viene con software académico, ofimático, multimedia y de redes. Tumix es software libre y puede distribuirse libremente.
La primera versión lanzada públicamente en junio del año 2005 es la 0.9.

## Paquetes de softwareincluidos en TumiX GNU/Linux
| Paquete de software | Versión |
| ------------------- | ------- |
| alsa-lib            | 1.0.8   |
| cdrtools            | 2.01    |
| cups                | 1.1.23  |
| firefox             | 1.0.4   |
| gaim                | 1.1.2   |
| gcc                 | 3.3.4   |
| glibc               | 2.3.4   |
| gnumeric            | 1.2.13  |
| gtk+                | 2.6.1   |
| iptables            | 1.2.11  |
| kdebase             | 3.4.0   |
| kdewebdev           | 3.4.0   |
| koffice             | 1.3.5   |
| libgnome            | 2.6.1.1 |
| linux               | 2.6.10  |
| module-init-tools   | 3.1     |
| nautilus            | 2.6.3   |
| openssh             | 3.9p1   |
| openssl             | 0.9.7e  |
| perl                | 5.8.6   |
| qt-x11              | 3.3.3   |
| xine-lib            | 1.0     |
| xmms                | 1.2.10  |
| xorg                | 6.8.1   |